# Ледник
Ледник (глечер) је покретна ледена маса, ледена река, која настаје на местима на којима снег не успева да се отопи, где се годинама таложи. На самом почетку таложења снег се претвара у фини зрнасти лед, а потом добија свој типичан изглед – постаје прави леднички лед. Када тежина нагомиланог леда изазове притисак у доњим деловима ледника долази до топљења леда на самом дну, и целокупна маса ледника почиње да се помера преко отопљеног дела, клизећи према подножју падине. На свом путу, маса леда дроби све пред собом и потискује комаде одломљених стена, остављајући за собом удубљење у тлу у облику олука или слова U. Овакво удубљење се назива цирк. По свом разорном утицају на тло, ледник се сматра за највећу ерозиону силу природе. Једна од најпознатијих ледничких долина је долина Јосемити у Калифорнији.
Гренланд и Антарктик се називају континенталним ледницима јер се лед на њима стално креће, и то од средишта ка ивицама – обалама континента, где се, долазећи у контакт са водом, ледници отапају или се са њих одламају већи или мањи комади леда – ледени брегови, који се крећу воденим пространствима. На Гренланду се налази и најбржи ледник на свету – ледник Кварајак, који за један дан пређе од 20 до 25 m.
Ледник се на свом путу понаша као велика разорна река, а када наиђе на стрме делове, ледник поприма облик водопада, јер се огромна маса размрвљених ледених блокова сурвава низ стрмину. Изнад саме ивице водопада могу се створити ледени мостови који прекрију ледник који пропада, тако да се он и не види – познат је ледени водопад Кумбу на јужном делу Евереста, на Хималајима.
Глациологија је наука о ледењацима или генералније наука о леду и природним појавама везаним за лед. Реч глечер долази из латинског glacies што означава лед или мраз. Ледењаци су важан део криосфере, а то је појам који описује сва подручја на Земљи, где је вода претворена у крути облик, укључујући осим ледењака и морски лед, језерски лед, снежни покривач, ледени покривач, смрзнуту земљу (пермафрост).
На Земљи, 99% леда из ледењака се налази у леденом покривачу у поларним регијама, али се ледењаци могу наћи и на сваком континенту, осим Аустралије. У тропима се ледењаци могу наћи само на највишим планинама. Ледењаци су највећи спремници слатке воде на Земљи. Многи ледењаци скупљају воду за време хладне сезоне, а у топлој сезони отпуштају воду, која је врло важна за људе у тим крајевима, као и за животиње и биљке. Ледењаци се сматрају међу најосетљивијим показатељима климатских промена и глобалног отопљења. Њихова величина се одређује равнотежом маса између улаза снега и излаза отопљеног леда.

## Значај
Ледници имају велики утицај на своју околину. Они, пре свега, утичу на микроклиму, тако што снижавају температуру ваздуха и тла, док простране ледене површине на Антарктику и Гренланду представљају значајан фактор климе највећег дела Земљине површине. Крећући се, ледници врше ерозију и акумулацију моренског материјала и на тај начин стварају посебне облике рељефа. Вода од отопљеног леда – сочница, храни реке планинских области и она може да учествује у њиховом протицају у близини ледника са преко 50%. Сем тога, сочница утиче на температуру и мутноћу речне воде. Такве реке имају млечнобелу боју. Ледници потискују и уништавају биљни и животињски свет, услед чега је он сиромашнији у пределима који су у плеистоцену били захваћени глацијацијом.
Ледници су најбогатији и најдрагоценији извор слатке воде на Земљи. Пошто је вода данас светски проблем број један, јер 40% становништва наше планете трпи константну жеђ, све је присутнија идеја о коришћењу поларног леда за његово решавање. Суштина те идеје је у томе да се ледени брегови, који потичу с Антарктика или Арктика, довуку бродовима до сувих и жедних области, где би се њиховим отапањем добила вода за пиће и друге потребе. На пример, Аустралија има пројекте по којима би мање ледене брегове, дугачке до 3 км и дебеле до 250 м, упаковала у пластичне џакове и транспортовала до западне обале. Вода обезбеђена на овај начин била би коришћена за наводњавање.
Предели са сталним ледом нису настањени. У њима се налазе једино научне и војне базе. Највеће су Тула и Камп столећа на Гренланду и Мек Мардо на Антарктику. У њима испод леда постоје читава насеља са зградама за становање, лабораторијама, па чак и атомским електранама.

## Карактеристике
Камење и остали наплавни материјал који ледник покупи при кретаљу претварају се у велику стругалицу која дуби стене у долинама и односи све пред собом остављајући карактеристични облик слова „U”. Ледници који путују према мору на тај начин стварају фјордове, дубоке, дуге и уске рукавце. Током последњег леденог доба, које се завршило прије десетак хиљада година, подручја северне Европе, сјверне Евроазије и велики део Сјеверне Америке била су дубоко закопана под великим леденим плочама, од којих су неке биле дебеле чак до 1 km. Управо на тим подручјима данас су најуочљивији трагови деловања ледника кроз историју.

## Морфолошки типови ледника
Морфолошка класификација ледника заснована је на њиховим спољашњим цртама: облику, величини, топографском положају. Ови типови ледника у зависности су од услова и интензитета храњења, климе, карактера иницијалног рељефа и карактера глацијације. 2 основна типа глацијације на Земљи, регионална и планинска, стварају властите морфолошке типове ледника.
Морфолошки тип ледника регионалне глацијације назива се инландајс. То је ледени покривач великог пространства и дебљине. Типски инландајси налазе се данас само на Антарктику и Гренланду. У њима се налази 98,5% целокупног леда на Земљиној површини.
Дебљина ледене масе достиже до 4000 m а пружање хиљадама километара. Инландајс је испупчен у средишњем делу у виду штита и ту се налази његов највиши део. Ово је последица дебљине ледничке масе која у том делу достиже свој максималан износ. Ту се налази и његова главна област храњења и стварања ледене масе. Из испупченог дела ледничке масе споро се крећу према ободу. Овакав смер кретања последица је већег притиска и потиска леда који владају у том делу. У ободним деловима инландајса одвајају се леднички језици који се крећу између голих стеновитих гребена и спуштају до морске обале. Од њих се откидају делови који плове у виду ледених брегова.
Основни морфолошки тип ледника планинске глацијације је долински ледник. Ова глацијација јавља се на високим планинама изнад снежне границе. Долински ледник састоји се од снежаника смештеног у цирку, ледничког језика у валову и чела ледника у терминалном басену. На њега се односи појам класичног ледника.
Долински ледници могу се поделити на просте и сложене. Прости ледници имају један једноставан леднички језик. Сложени се састоје од више ледничких језика чији се однос у основи своди на три варијетета. Први варијетет представљен је главним ледником за који се везују бочни. Пример овог ледника је ледник Барнард. Други варијетет представљен је главним ледником који постаје спајањем више ледника у узводном, изворишном делу. Трећи варијетет представљен је заједничким снежаником од којег се рачва неколико посебних ледничких језика.
Морфолошки типови ледника ове глацијације представљају морфолошке варијетете долинских ледника или њихове еволутивне типове. Издвајају се снежанички (циркни), висећи, покајнички, калдерски, регенерирани, суподински (пиједмонтски, аљаски), платоски (скандинавски или норвешки) тип.
„Снежанички ледници” отапају се на излазу из цирка јер је снежна граница на тој висини. Они су практично сведени на снежаничку масу. Неки од њих представљају реликте долинских ледника који су постојали за време плеистоцене глацијације, а који су се због поступног отопљавања у постглацијалу свели на цирк. Примери овог типа ледника су Триглавски ледник у Јулијским Алпима и Скутски ледник у Камнишким Алпима.
„Висећи ледници” за разлику од снежаничких имају леднички језик који је мале дужине. Њихов леднички језик завршава се на одсецима планинских страна. Узрок постанка ових ледника такође је близина снежне границе. Снежанички и висећи ледници представљају еволутивни стадијум у повлачењу плеистоценог долинског ледника. Они се јављају и на високим планинама тропске и полутарске зоне. На овим планинама снежна граница је на висини од преко 6 000 m где је присутна јака инсолација. „Покајнички ледници” представљају јако деградирани морфолошки варијетет снежаничких ледника умерених ширина. Они су карактеристични за Анде у Јужној Америци. Одликују се леденим стубовима (сличним земљаним пирамидама) који су одвојени дубоким пукотинама.
„Калдерски тип ледника” издвојио је Шчукин. Пример оваквог типа постоји на Килиманџару где снежаник покрива кратер некадашњег вулкана у виду капе. „Регенерирани ледници” јављају се испод планинских одсека на којима се ломе и стропоштавају висећи ледници. Нагомилавањем ледничких маса у подножју одсека ствара се нови леднички језик који наставља своје кретање кроз постојећи валов.
„Суподински ледници” постају у подножју планинских венаца спајањем већег броја долинских ледника. Ледничке масе срастају у јединствени ледник велике ширине који се пружа и шири дуж планинске суподине. Типски суподински ледници јављају се на Аљасци, због чега се овај тип назива и „аљаским типом”. Највећи суподински ледник на Аљасци је Маласпина. Суподински ледници у литератури могу се наћи под именом „пиједмонтски ледници”.
„Платоски ледници” јављају се на високим платоима и висијама Скандинавије. Ледене масе на њима нагомилане су у облику веома пространог јединственог снежаника који се назива „ајсфелд” (ледено поље). Од ајсфелда се одвајају поједини леднички језици (долински ледници) који се називају „ајстреми” (леднички потоци или реке). Овај тип ледника у светској литератури познат је као „скандинавски или норвешки тип”. Платоски ледници јављају се и на Исланду, Јан Мајену, Шпицбергу, Земљи Фрање Јосифа, Северној и Новој земљи. Највећи ајсфелд је Ватна Јокул (8 500 km²), а најдужи ајстрем је Скендар Јокул (20 km).

## Обликовање
Ледењаци се стварају када је прикупљање снега веће од његовог одношења и топљења. Како је количина леда све већа, долази до тачке где се почиње кретати, због комбинације нагиба подлоге, тежине и притиска снега и леда на подлогу. На стрмим подлогама то се може догодити и са 15 m дебљином. Снег који ствара умерени ледењак, подложан је понављању топљења и залеђивања, што доводи до стварања великих гранула. У дубљем делу ледењака, те грануле се под притиском претварају у лед. Ледењак има нешто мању густоћу од самог леда, јер и слојеви ваздуха бивају ухваћени унутар ледењака, тако да се у леду могу видети мехурићи ваздуха.
Плава боја ледењака долази од сличне појаве као и код плаве боје мора. Код молекула воде долази до лаганог упијања црвеног дела спектра светлости, због OH дела молекула који стрши.

## Анатомија ледника
Део од којег ледник потиче назива се глава ледника. Она се завршава подножјем или завршетком ледника. Ледници су подељени у подручја, зависно од тога гдје се снег таложи и дела где се топи. Равнотежна линија дели ледник на подручје гомилања и подручје одношења. Подручје сувог снега је део где се не јавља топљење, чак и за време најтоплијег времена. Подручје цеђења је део гдее се ледник топи. Подручје мокрог снега је део који достиже 0 °C.
Подручје гомилања обично садржи 60-70% ледника. Дубина леда у подручју гомилања ствара притисак на подлогу, довољно да изазове ерозију земљишта. Након што ледник нестане настају левкасти облици попут амфитеатра (геолошки – изостатичке депресије), као што су настала Велика језера или мали планински базени, који се називају цирковима.
„Здравље” ледника обично се утврђује одређивањем равнотеже ледничке масе. „Здрави” ледник обично треба да има више од 60% подручја гомилања након завршетка сезоне топљења.
Након завршетка Малог леденог доба око 1850. ледници на Земљи знатно су се повукли. Мали период хлађења (од 1950. до 1985) довео је до повећања алпских ледника. Од 1985. до данас повлачење ледника свеприсутно је у свету.

## Кретање
Ледници се крећу (или теку) због сила гравитације и унутрашњих деформација леда. Лед се понаша као чврста материја, која се лако ломи све док не достигне дебљину од 50 м. С већом дебљином јавља се већи притисак на лед и долази до пластичног течења. На молекуларном нивоу лед се састоји од набијених слојева молекула, са доста слабом везом између слојева. Кад напрезања постану већа од везе између слојева, слојеви се крећу различитим брзинама.
Sledeća vrsta kretanja je temeljno klizanje. Lednik kliže po terenu na kojem je nastao, uz podmazivanje tekućom vodom. Kako se povećava pritisak na temelje lednika, tačka topljenja se smanjuje, те se led više topi. Trenje između leda i stena takođe stvara dodatnu toplotu, koja doprinosi bržem topljenju leda. Ovaj način klizanja preоvladava kod umerenih lednika i klizanje je sve veće što je debljina lednika veća. Klizanje je veće i ako je nagib terena veći.

### Подручје лома и пукотине
Горњих 50 m ледника, који је под мањим притиском и који је крући, обично се зове подручје лома и углавном се креће као једно тело, изнад доњег дела, у којем су више пластичне деформације, с мање лома, тако да омогућују целом леднику да се креће као вискозни флуид. Како се ледник креће низ падину, тако и нагиб падине обликује горњу површину ледника. Горњи делови ледника више су крхки, тер се у том подручју јављају дубоке пукотине.
Пукотине су ретко веће од 45 m, иако могу бити дубоке и 300 m. Уздужне пукотине прате кретање ледника док граничне пукотине настају уз рубове ледника, где су и брзине мање. Попречне пукотине обично настају кад подлога има степенаст облик, те се доњи део убрзава.
Пукотине могу учинити прелазак врло опасним. Меки снег може затворити пукотине и направити снежне мостове, тако да скривају опасну пукотину испод себе. Пукотине могу створити и језерца унутар ледника.

### Брзина
Брзина кретања ледника деломично зависи од трења између леда и стена, које може успорити доњи део. Код алпских ледника трење ствара и бочне зидове, који успоравају средишњи део.
Средња брзина ледника доста се разликује. У неким деловима може се чак и зауставити, те може нарасти и дрвеће, као што има случајева на Аљасци. У неким случајевима брзина може бити 20 до 30 м у дану, као што је код ледника Јакобшавн Исбре на Гренланду, или 2 до 3 m дневно, као што је код највећег ледника на свету, Бирда на Антарктику. Код неких ледника јавља се разлика у брзини; вероватно, ако подлога попусти, и онда долази до убрзања.
Код ледника који се крећу брже од 1 km у години појављују се леднички земљотреси. Бројни ледници на Гренланду изазивају земљотресе у јулу, аугусту и септембру. Једна студија је показала да се број тих земљотреса повећао у периоду од 1993. до 2005. Сеизмички таласи стварају се код ледничке реке Виланс на Антарктику, велике и брзе реке леда која улази у море. Две ерупције сеизмичких таласа примећују се сваког дана, тако да се може закључити да настају због морских мена. Они се могу снимити чак и у Аустралији, на удаљености оd 6400 km.

### Огиве
Огиве су наизменичне тамне и светле траке леда, које се примећују на уским таласастим врховима и удубинама на површини ледника. Оне се јављају испод леда који се креће у разним смеровима. Верује се да поједине траке настају годишње, због различите брзине леда и новог слоја снега који падне.

## Географија
Ледници се јављају на свим континентима и у отприлике 47 држава. Велики ледници могу се наћи на Антарктику, у Патагонији, Канади, на Аљасци, Гренланду и Исланду. Планински ледници присутни су на Андима, Хималајима, Стеновитим планинама, Кавказу и Алпима. У Аустралији данас нема ледника, али их има доста на Тасманији. Нови Зеланд има доста ледника, док Нова Гвинеја има мали ледник, који све више нестаје. У Африци постоји ледник на Килиманџару, Мт. Кенији и планинском ланцу Рувензори.
Нека подручја на Арктику, као што су Банксова острва, те долина Макмардо на Антарктику сматрају се поларним пустињама, јер примају изузетно мало снежних падавина. Хладни ваздух, за разлику од топлог, не може носити пуно воде у себи, те и нема ледника у том подручју. Неке планине у Боливији, Чилеу и Аргентини су високе и хладне, али нема довољно падавина да се створи ледник, поготово због близине пустиње Атакаме. У Еквадору, на вулкану Кајамбу, постоји снежни покривач, али се због великог пада не може формирати ледник.

## Ледничка геологија
Стене и талог постају део ледника кроз разне процесе, али највише кроз два: абразију (брушење) и чупање. Како се ледник креће изнад стена, он омекша и подигне блок стене и носи га са собом. Део воде уђе у стену и смрзне се, блок стене или мањи комади пукну, а кретање ледника повлачи их за собом. Мали комади стена, који се смрзну у леднику, делују као ситан песак у брусном папиру. Како се ледник креће, мали комади стена у леду брусе и уситњавању стену на подлози, стварајући „камено брашно”, које може бити величине од 0,002 до 0,006 mm. Понекад је количина каменог брашна врло велика, те вода која се топи буде сиве боје.
У алпским крајевима ерозија стена доводи до њиховог степенастог изгледа. Понекад се на стенама виде жљебови ако ледник струже блоком стене. Ако се прате жљебови на стенама, може се закључити како се ледник некад кретао.
Степен ерозије зависи од више фактора, при чему су најзначајнији:
- брзина кретања ледника
- дебљина леда
- облик, бројност и тврдоћа комадића стена у леду, на дну ледника
- мекоћа или тврдоћа стене по којој је ледник клизао
- топлотни услови на дну ледника (подмазивање)
- попустљивост и притисак воде на подлогу стена.

Материјал који је постао саставни део ледника однесен је с ледником, отприлке као и подручје одношења у леднику. Леднички нанос може се поделити на 2 врсте:
- ледничка ораница - материјал је директно нанесен с ледом; ораница укључује мешавину различитих величина материјала, од камених блокова до глине, и типична је за морене
- речни нанос - наноси су положени водом и они су слојевити, те су различите величине разврстане по слојевима.

Велики комади стена који су заглављени у нанос материјала обично зе зову „ледничким луталицама” и понекад су корисни да се открије одакле је ледник дошао.

### Морена
Ледничке морене настале су наносом материјала из ледника који се повукао. То се обично види по линијским насипима, мешавини стена, шљунка и прашине. По граничним насипима може се закључити величина бившег ледника. Према браздама се може закључити смер кретања ледника.

### Мали гребени
Мали гребени су несиметрична брдашца у облику чамца, аеродинамичког облика, који су настали из ледничких бразди. Могу бити високи од 15 до 50 m, а дуги и до 1 km. Понекад се могу наћи и велика поља с малим гребеновима. Верује се да су настали од великих ледника, где је под великим притиском дошло до пластичног течења материјала.

### Ледничке долине
Пре формирања ледника долине имају обично В-облик, створен ерозијом воде према доле. Након појаве ледника, те долине се проширују, формирајући У-облик. Осим тога, долине постају доста равније због ерозије. Код неких долина долази до продубљивања тла, те се формирају мала ледничка језера.
Велико удубљење у долини које створи ледник назива се цирк. Има зделаст облик, са стрминама на три стране долине и један део је отворен, где се ледник спуштао. Ако су била два цирка, између њих обично настаје планински превој.
Ледници су такође формирали фјордове, са дубоким увалама или излазима ледника.

### Пирамидални врх
Равне кресте с оштрим крајевима зову се превоји. Сударом трију или више пријевоја настали су пирамидални врхови. Они с оштрим нагибом називају се роговима.

### Алувијална слојевитост
Вода која је настајала из ледника односила је ерозивни материјал понекад врло далеко. То наношење материјала било је слојевито, тако да је најситнији материјал био на крају. Тако су настале алувијалне долине. За њих су карактеристични и котлови, мале удубине настале услед заглављених камених блокова. Они могу бити дубоки и до 45 m.

### Наноси у додиру с ледом
Кад се ледник на крајевима смањи, његов ток стаје. У исто време отопљена вода наставља да тече, па понекад на тим местима оставља стубове, терасе или накупине. Та врста наноса зове се нанос у додиру с ледом.

### Наношење леса или прапора
Ситни нанос или камено брашно ветар је често разносио на велике удаљености. Понекад тај еолски лес или прапор може бити врло дубок, чак и стотинак метара.

### Изостатични одскок
Раст делова пријевоја јавља се због изостатичке равнотеже. Велика маса, као што је ледник, притишће Земљину кору и размиче део Земљиног плашта испод. Улегнуће износи око 1/3 дебљине леда. Након што се ледник отопи, Земљин плашт враћа се у почетни положај, гурајући Земљину кору према горе. Тај одскок након топљења ледника тренутно се мерљиво јавља у Скандинавији и подручју Великих језера.

## Ледници на Марсу
Велике поларне ледене капе на Марсу показују нека ледничка својства, нарочито јужна. Ледници на Марсу настају због његове танке атмосфере. Због врло ниског атмосферског притиска, одношење материјала дешава се више због сублимације, а не због топљења. Претпоставља се да су ледници, слично као на Земљи, покривени слојевима стења, који изолирају лед испод.